# Bezirksliga Mittelschlesien 1939/40
Die Bezirksliga Mittelschlesien 1939/40 war die siebte Spielzeit der Bezirksliga Mittelschlesien. Sie diente, neben der Bezirksliga Niederschlesien 1939/40 und der Bezirksliga Oberschlesien 1939/40 als eine von drei zweitklassigen Bezirksligen dem Unterbau der Gauliga Schlesien. Die Meister der drei Bezirksklassen qualifizierten sich für eine Aufstiegsrunde, in der zwei Aufsteiger zur Gauliga ausgespielt wurden.
Die Bezirksliga Mittelschlesien wurde in dieser Saison in zwei Gruppen mit sechs, bzw. sieben Mannschaften im Rundenturnier mit Hin- und Rückspiel ausgetragen. Die beiden Gruppensieger spielten in zwei Finalspielen den Bezirksmeister aus. Am Ende setzte sich der SC Vorwärts Breslau durch und qualifizierte sich dadurch für die Aufstiegsrunde zur Gauliga Schlesien 1940/41. In dieser konnten sich die Breslauer gemeinsam mit dem VfB Liegnitz durchsetzten und stiegen zur kommenden Spielzeit in die Gauliga auf. Die Bezirksliga Mittelschlesien wurde zur nächsten Spielzeit in 1. Klasse Mittelschlesien umbenannt.

## Gruppe 1 – Breslau

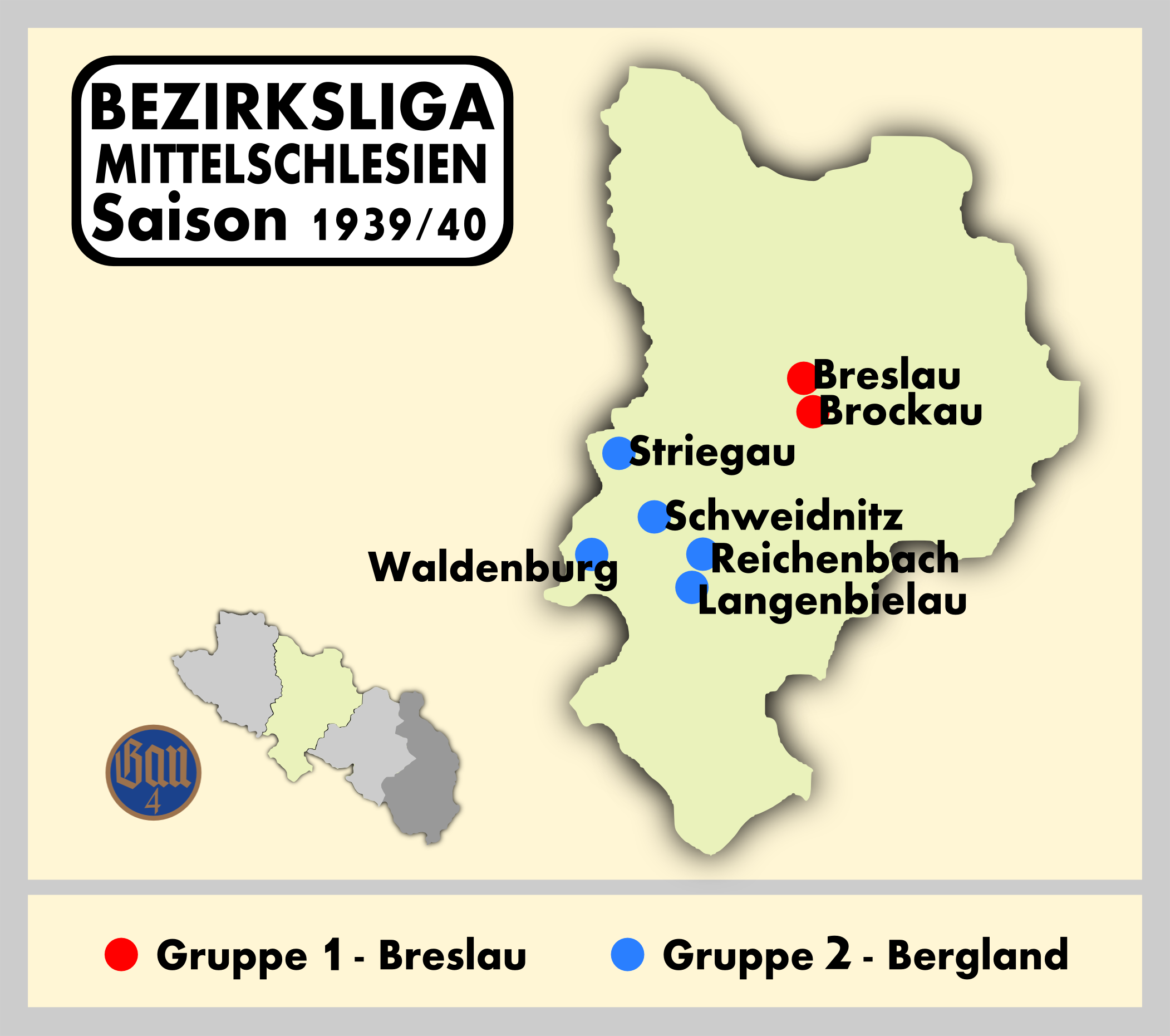
Spielorte der Bezirksliga Mittelschlesien 1939/40.

| Pl. | Verein                              | Sp. | S  | U | N | Tore    | Quote | Punkte |
| --- | ----------------------------------- | --- | -- | - | - | ------- | ----- | ------ |
| 1.  | SC Vorwärts Breslau                 | 12  | 10 | 0 | 2 | 044:220 | 2,00  | 20:40  |
| 2.  | VfR Schlesien 1897 Breslau          | 12  | 6  | 1 | 5 | 041:280 | 1,46  | 13:11  |
| 3.  | SC Alemannia Breslau                | 12  | 5  | 2 | 5 | 024:210 | 1,14  | 12:12  |
| 4.  | SpVgg Germania 04 Breslau (N)       | 12  | 5  | 2 | 5 | 033:370 | 0,89  | 12:12  |
| 5.  | SC Minerva-Rasenfreunde Breslau (N) | 12  | 4  | 3 | 5 | 032:340 | 0,94  | 11:13  |
| 6.  | VSV Union Wacker Breslau            | 12  | 5  | 1 | 6 | 026:350 | 0,74  | 11:13  |
| 7.  | SC Sturm Brockau (N)                | 12  | 1  | 3 | 8 | 015:380 | 0,39  | 05:19  |

| (N) | Aufsteiger aus den 1. Kreisklassen |

## Gruppe 2 – Bergland
| Pl. | Verein                             | Sp. | S | U | N | Tore    | Quote | Punkte |
| --- | ---------------------------------- | --- | - | - | - | ------- | ----- | ------ |
| 1.  | DSV Schweidnitz                    | 10  | 7 | 2 | 1 | 050:200 | 2,50  | 16:40  |
| 2.  | SV Preußen Waldenburg-Altwasser    | 10  | 7 | 2 | 1 | 034:150 | 2,27  | 16:40  |
| 3.  | VfB Preußen Langenbielau           | 10  | 6 | 1 | 3 | 031:330 | 0,94  | 13:70  |
| 4.  | Waldenburger SV 1909               | 10  | 3 | 2 | 5 | 031:130 | 2,38  | 08:12  |
| 5.  | SpVgg 1908 Reichenbach             | 10  | 2 | 2 | 6 | 023:460 | 0,50  | 06:14  |
| 6.  | Vereinigte Striegauer Sportfreunde | 10  | 0 | 1 | 9 | 016:580 | 0,28  | 01:19  |

## Finale Meisterschaft Bezirksliga
Im Finale um die Meisterschaft in der Bezirksliga trafen der Sieger der Gruppe Bergland, DSV Schweidnitz, und der Sieger der Gruppe Breslau, SC Vorwärts Breslau, aufeinander. Das Hinspiel fand am 23. Juni 1940 in Schweidnitz, das Rückspiel am 30. Juni 1940 in Breslau statt. Breslau konnte sich durchsetzten und nahm als mittelschlesischer Vertreter an der Aufstiegsrunde zur Gauliga Schlesien 1940/41 teil, bei der die Mannschaft den Aufstieg in die Gauliga schaffte.
|                 | Gesamt |                     | Hinspiel | Rückspiel |
| --------------- | ------ | ------------------- | -------- | --------- |
| DSV Schweidnitz | 3:6    | SC Vorwärts Breslau | 2:3      | 1:3       |